# Abdij Ten Putte

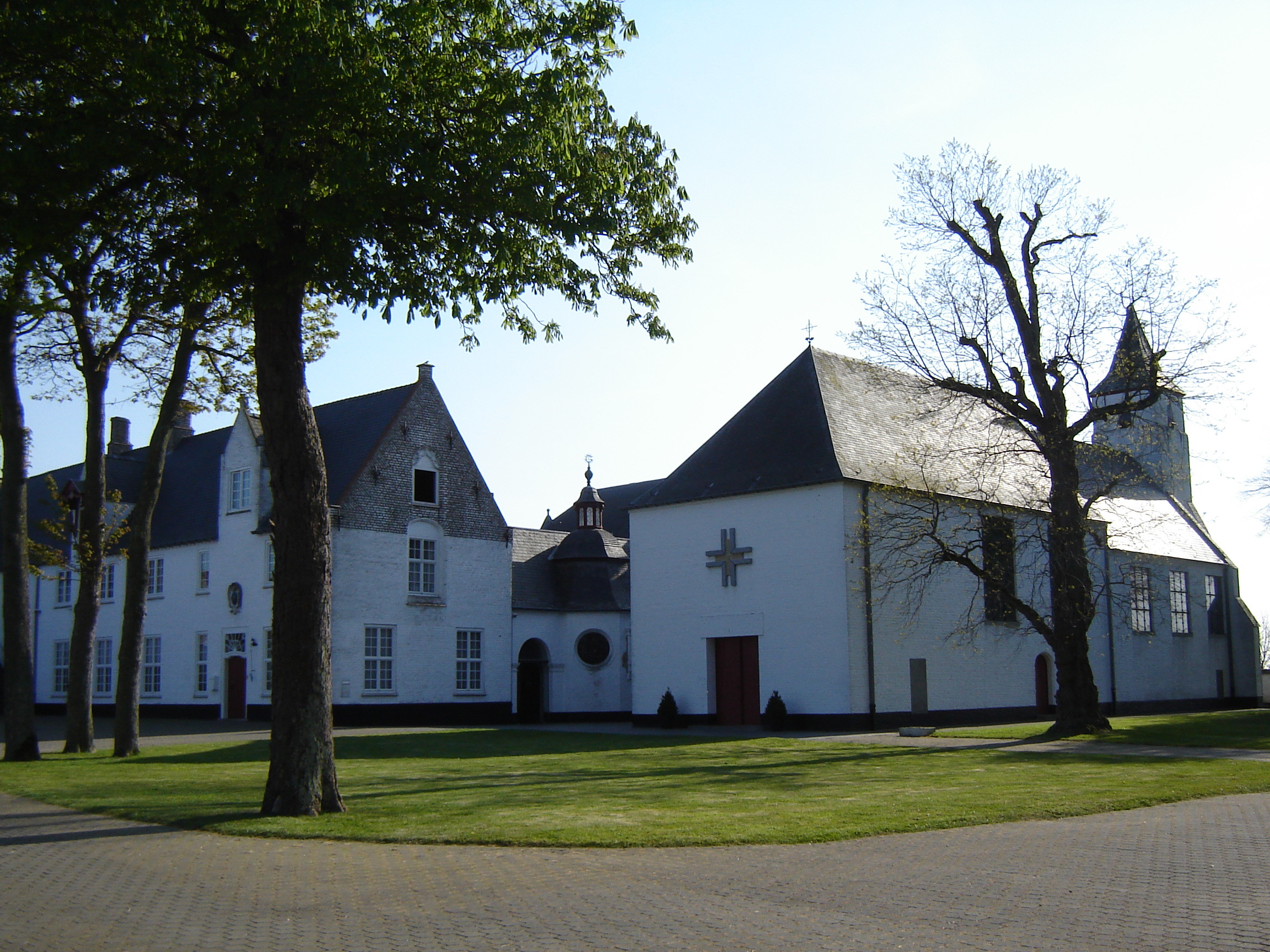
Abdij Ten Putte met abdijkerk

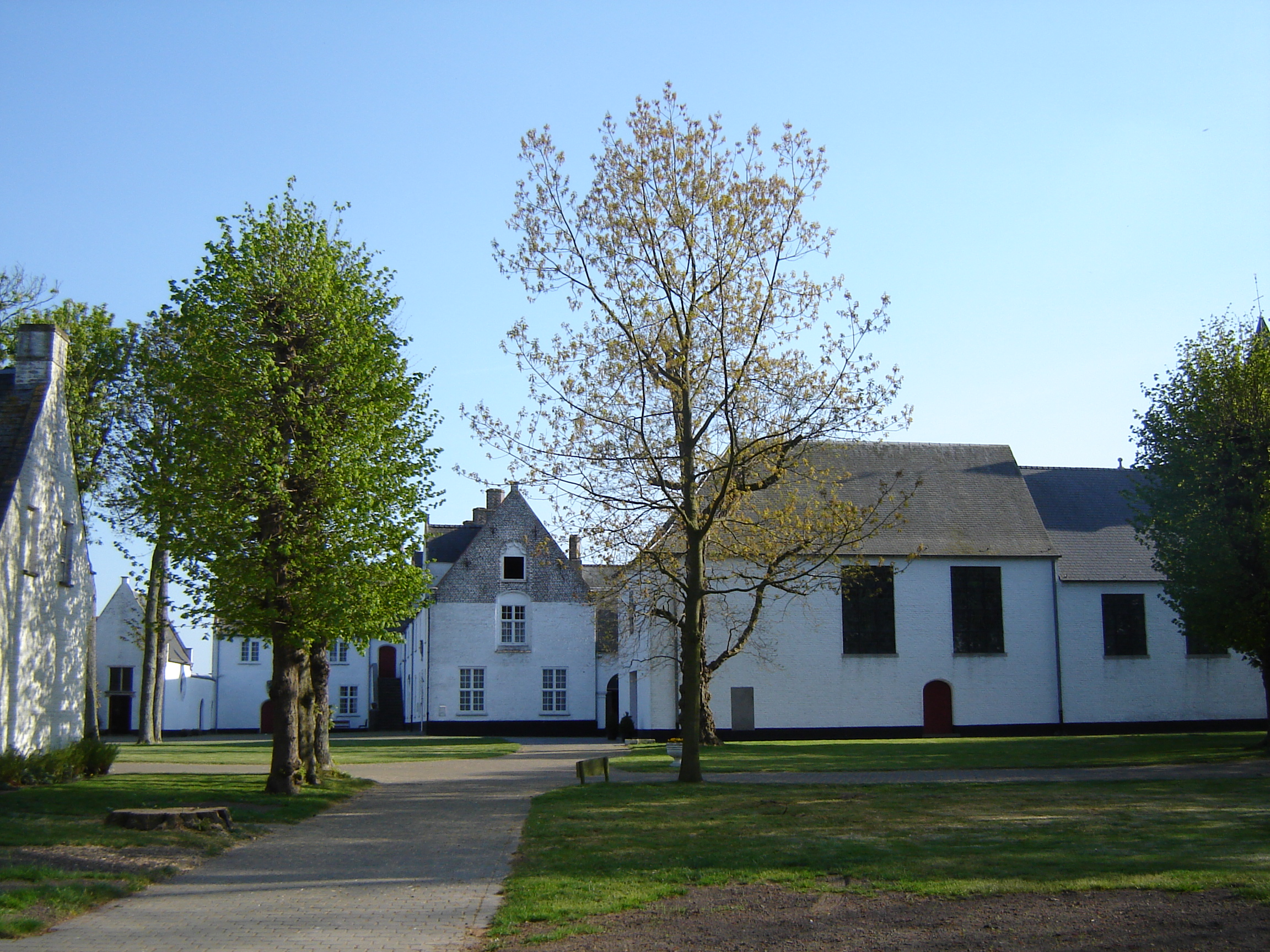
Binnenplein

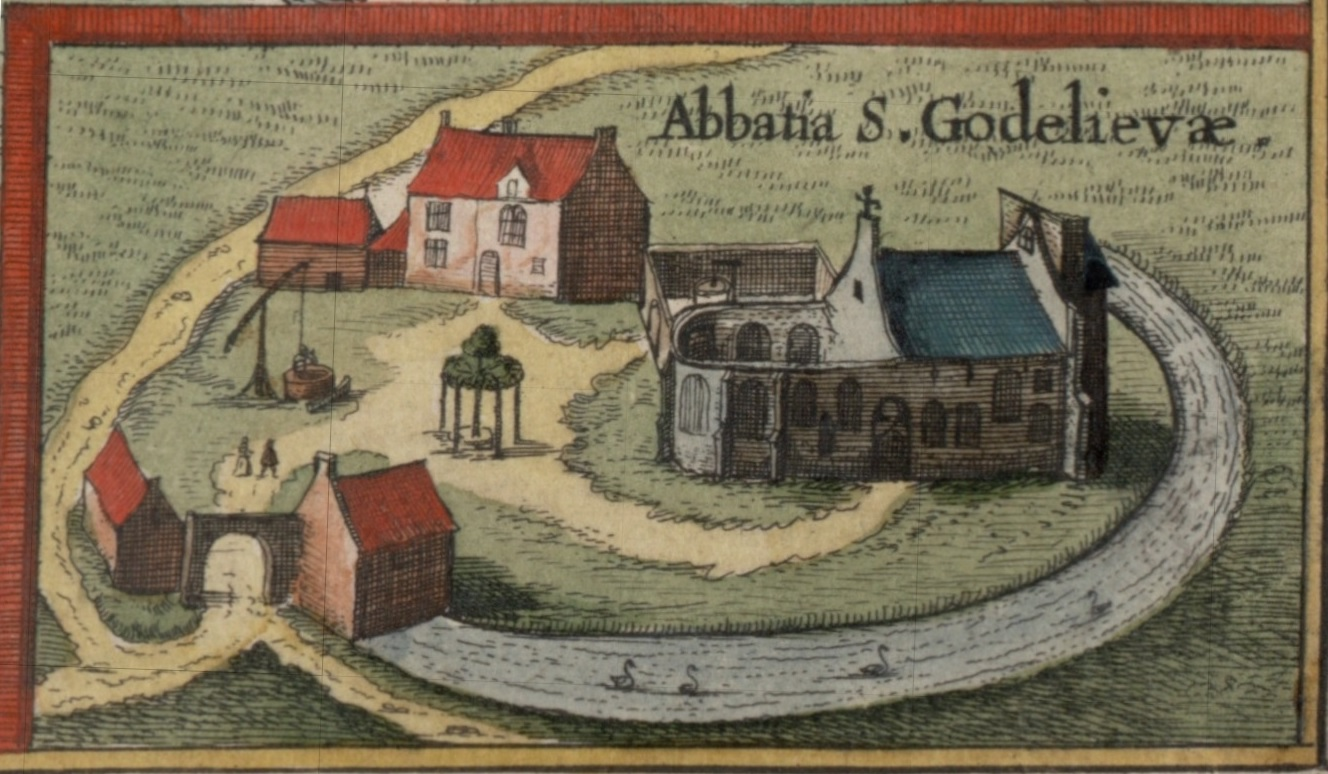
Sint-Godelieveabdij in de eerste helft van de 17e eeuw (afbeelding uit Flandria illustrata, 1641)

Abdij Ten Putte of Sint-Godelieveabdij is een klooster en abdij in de Belgische stad Gistel. De abdij, in de volksmond "Het Putje" genoemd, werd opgericht op de plaats waar Sint-Godelieve werd vermoord in de 11e eeuw. Het ommuurde beluik met de witte abdijgebouwen en de weelderige tuin vormt een oase van stilte en rust op de grens tussen het Houtland en De Polders. Sinds 2007 wonen er broeders en zusters van de congregatie Moeder van Vrede.

## Geschiedenis
Volgens de legende werd de benedictinessenabdij gesticht door Edith, een blind geboren dochter uit het tweede huwelijk van Bertolf van Gistel, die van haar blindheid werd genezen door de ogen te wassen met water uit de put waarin het lijk van de gewurgde Godelieve was geworpen. Edith zou de eerste abdis geweest zijn, maar daarover bestaat geen zekerheid. De oudste historische gegevens over de abdij dateren uit de 12e eeuw.
De vrij rustige geschiedenis werd verstoord in de 16e eeuw door de godsdiensttroebelen. Op 12 oktober 1578 werd de abdij door de bosgeuzen aangevallen en verwoest.
De zusters verlieten hun abdij en vonden veiligheid in Brugge. In 1623 werd in de Boeveriestraat, onder impuls van abt H. van den Zype, een nieuw klooster opgericht, de Sint-Godelieveabdij. De verlaten gebouwen in Gistel vervielen tot een ruïne, met uitzondering van de kerk, die werd hersteld in 1614-15. De zusters bleven eigenaar van de domeinen tot aan de Franse Revolutie.
Intussen bleef de plaats een druk bedevaartsoord, vooral in de maand juli.
In 1815, bij de gedwongen verkoop van de bezittingen van graaf Anselme de Peellaert, die het domein als 'nationaal goed' had aangekocht, kwam het in handen van Louis Joseph Bortier, die onder andere de vervallen kapel liet herstellen. Ook de latere erfgenamen lieten herstellingen doorvoeren. In 1889 werd de kloosterhoeve, met kapel en landerijen, verkocht voor 140.000 BEF aan architect Jean-Baptiste Bethune.
Onder het abbatiaat van S. Van de Velde kwamen na 313 jaar elf zusters uit Brugge naar Ten Putte terug. Op 2 juli 1891 zegende bisschop Johan Joseph Faict de nieuwe kloostergebouwen in. De nieuwe abdijgebouwen werden uitgevoerd, naar de plannen van architect-baron Jean-Baptiste Bethune, de grote voorstander van de neogotische stijl. Enkel de romp van de kleine toren uit het einde van de 14e eeuw werd behouden.
Pas op 8 november 1934, onder het abbatiaat van P. de Keuster, kreeg de priorij de eeuwenoude titel van abdij terug.
Van 1952 tot 1958 werden grote verbouwingswerken uitgevoerd, geleid door architect Arthur De Geyter.
In 2007 namen broeders en zusters van de nieuwe congregatie Moeder van Vrede hun intrek in het benedictinessenklooster. Deze gemeenschap werd in 1992 door E.H. Bernard Debeuf gesticht en in 1998 erkend door de bisschop van Brugge als publieke vereniging van christengelovigen. In 2007 werd ze geïnstalleerd als congregatie van diocesaan recht. Haar spiritualiteit is mariaal-christelijk en in de geest van de nieuwe katholieke bewegingen. Het gedragen habijt is mariaal blauw.

## Bezienswaardigheden

### Abdijkerk
De vernieuwde abdijkerk werd ingewijd door Mgr. Emiel-Jozef De Smedt, bisschop van Brugge, op 26 juni 1962.

### Waterput
In een sierlijk koepelgebouwtje staat de mirakelput (1634) op de plaats van de poel waarin het dode lichaam van Godelieve werd gedompeld. Met het water bevochtigen de bedevaarders de ogen: als een vorm van gebed om genezing van allerlei kwalen, op voorspraak van Sint-Godelieve.

### Kerker
De kerker is geen historisch gebouw, maar verwijst naar de vereenzaming van de verstoten echtgenote.

### Tuin
In de tuin duidt een gedenkplaat de plaats aan waar Godelieve door de handlangers van Bertolf werd gewurgd en haar dode lichaam in een poel werd geworpen.

### Godelievemotte
Achteraan in de tuin ligt een kleine hoogte, de Godelievemotte. Een motte bestond uit een aarden opwerping omringd door een gracht en met een torengebouw bovenop. Het geheel had oorspronkelijk een militaire bedoeling. De toren kon ook dienstdoen als woning van de kasteelheer. De Godelievemotte dateert waarschijnlijk van de 11e eeuw. In de volksmond wordt de motte de "Kraaienheuvel" genoemd, wegens de kapel die erop werd gebouwd, ter herinnering aan het 'mirakel van de kraaien'. Die meest bekende legende verhaalt dat terwijl Godelieve de kraaien van het korenveld hield, de klok voor de mis luidde, en zij aan de vogels het bevel gaf zich tijdens de mis in een schuur te verzamelen. Daarom wordt Godelieve ook afgebeeld met kraaien. De bakstenen van topgevels van de Kraainenkapel zijn nog in zwaluwstaartverband gemetst.

### Kapel
In een kapel op het binnenplein tegenover de kerk wordt sedert 1896 een oud hemd zonder naad bewaard die verwijst naar een andere verhaal uit de legende van Godelieve. Ook het Naaikapelleke in de Abdijstraat (op een halve kilometer van de abdij) herinnert aan de legende van het hemd zonder naad.

### Museum
Binnen het domein van de abdij werd het museum van Sint-Godelieve opgericht in 1987. Het toont, aan de hand van documenten en uitbeeldingen, de geschiedenis van de Gistelse patrones en haar eeuwenoude verering.

### Centrum
Het moderne onthaal- en bezinningscentrum met cafetaria voor de bedevaarders werd gebouwd in 1991.

## Galerij

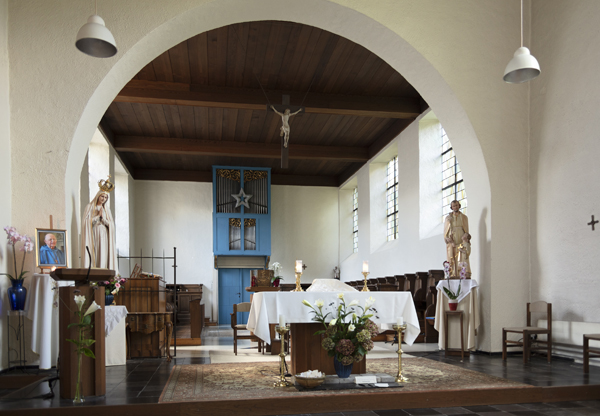
Abdijkerk
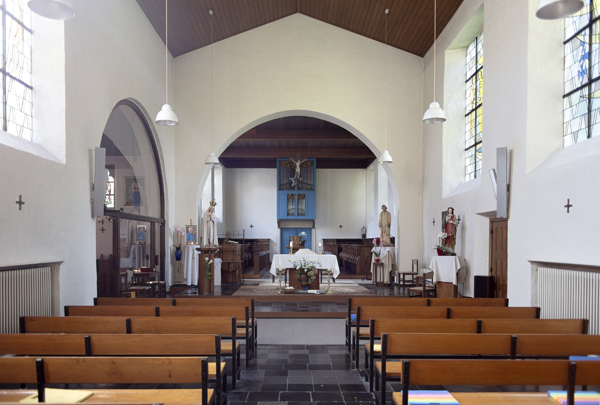
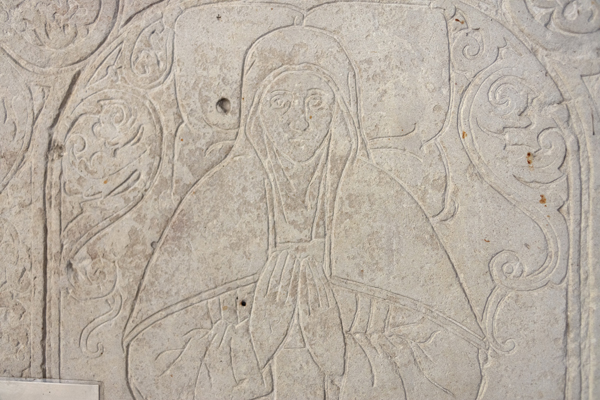
Grafplaat van zuster Magdalena Van Den Poele (+1536)
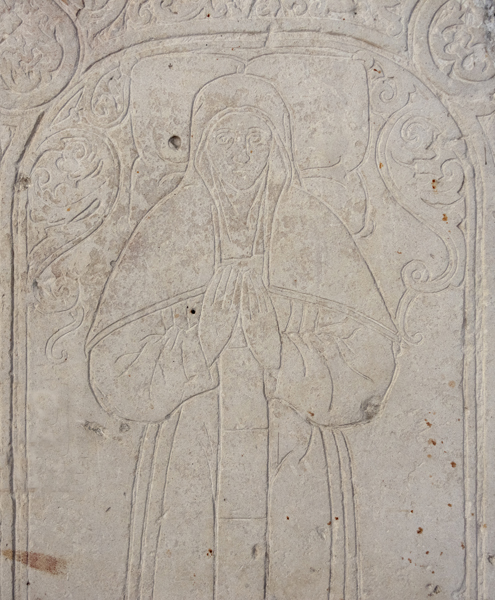